# Robert Kościelniakowski
Robert Tomasz Kościelniakowski, né le 3 mai 1964 est un escrimeur polonais, pratiquant le sabre.

## Palmarès

### Jeux olympiques
- 1992 à Barcelone
  - 7e en individuel et 6e en équipe
- 1988 à Séoul
  - 18e en individuel et 5e en équipe

### Championnats du monde
- 1987 à Lausanne
  -  Médaille de bronze en individuel
- 1986 à Sofia
  -  Médaille d'argent par équipe

### Championnats de Pologne
- en 1989 et 1994, en individuel:
  - 2  Champion de Pologne de sabre